# Assulella
Assulella is een geslacht van vlinders van de familie bladrollers (Tortricidae), uit de onderfamilie Olethreutinae.

## Soorten
- A. anoechtotera Diakonoff, 1983
- A. archaea Diakonoff, 1983
- A. kuznetsovi Diakonoff, 1983
- A. lithocosma Diakonoff, 1983
- A. litigiosa (Meyrick, 1912)